# Partido Eurasia
El Partido Eurasia (en ruso: Евразия) es un partido político ruso neofascista. Fue fundado por el ideólogo del eurasianismo Aleksandr Dugin en vísperas de la visita de George W. Bush a Rusia a fines de mayo de 2002, en Moscú. Fue registrado por el Ministerio de Justicia el 21 de junio de 2002.
Pese a estar oficialmente reconocido como partido político, su participación en procesos electorales ha sido escasa, optando por apoyar a las fuerzas políticas gubernamentales lideradas por Vladímir Putin o Dmitri Medvédev. Cuenta con más de 2000 miembros y dispone de 50 ramas provinciales a lo largo de toda Rusia.
Visto habitualmente como un partido nacional-bolchevique, aunque realmente vinculado al strasserismo, a una de las ideas básicas que sustentan sus teorías euroasiáticas es que Moscú, Berlín y Tokio forman un eje geopolítico natural. Prevén un conflicto mundial eterno entre los Estados Unidos y Rusia, rechazando el atlantismo y los valores occidentales, y esperan propiciar una alianza estratégica rusa junto con los estados europeos y del Medio Oriente, principalmente Irán.
El Partido Eurasia dispone de una organización juvenil denominada Unión Juvenil Euroasiática, formada en 2005.